# Prise de Carúpano
Expédition de los Cayos
(Guerre d'indépendance du Venezuela)
Batailles
m
- Los Frailes
- Pampatar
- Carúpano
- Maracay
- Aguacates

La prise de Carúpano est une opération militaire amphibie de la première expédition de los Cayos au cours de laquelle les forces expéditionnaires de Simón Bolívar mettent en déroute la garnison espagnole de Carúpano et prennent la ville.

## Déroulement
L'expédition patriote appareille de l'île de Margarita le 25 mai et, après six jours de navigation contre de forts courants marins, arrive le 1er juin en face de la ville de Carúpano, le point choisi pour effectuer un débarquement sur le continent.
L'escadron jette l'ancre en vue de la batterie Santa Rosa, où flotte le drapeau espagnol. Tandis que la flotte bombarde la plage et le centre de la cité, les forces du général Manuel Piar et du colonel Carlos Soublette attaquent le flanc gauche de la ville, prenant rapidement les fortifications qui défendent la ville. La bataille a duré environ deux heures, sans pertes parmi les patriotes.